# Alexander Kazbegi

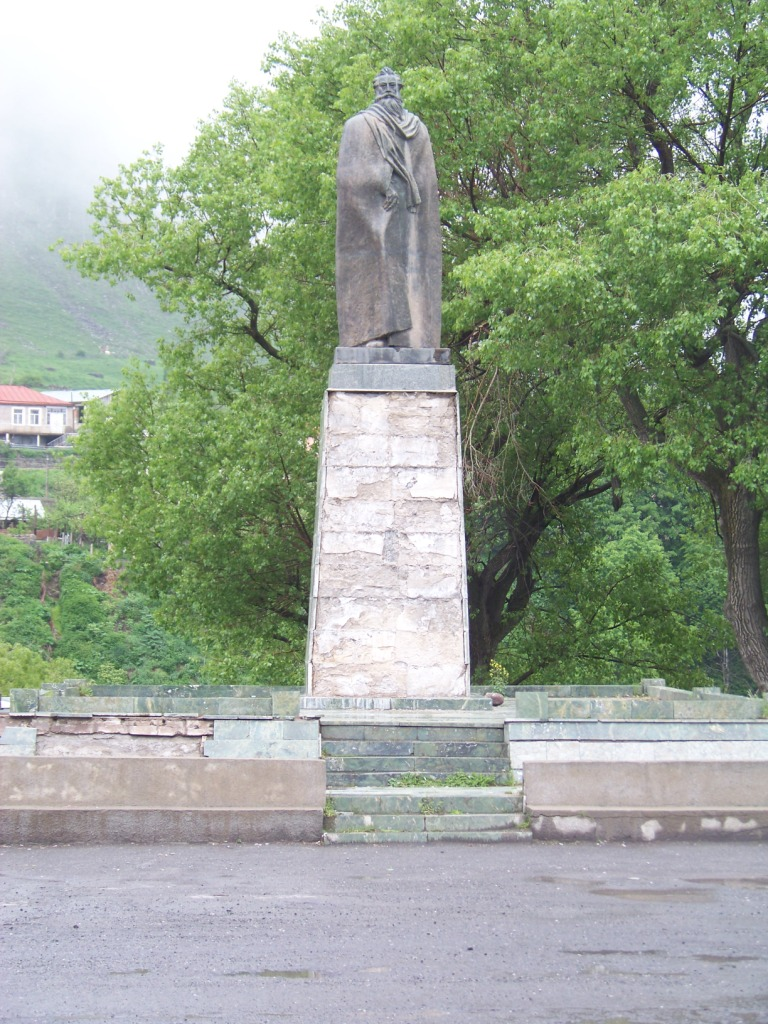
Estatua em Stephantsminda, Geórgia

Alexander Kazbegi (em georgiano:  ალექსანდრე ყაზბეგი, Aleksandre Q’azbegi; Tíflis, 8 de novembro de 1848 – Tíflis, 10 de dezembro de 1893) foi um escritor georgiano, famoso por seu romance O Parricida, de 1883.

## Vida e obra
Kazbegi nasceu em Stepantsminda, bisneto de Kazibek Chopikashvili, um magnata feudal local encarregado de coletar impostos na Rodovia Militar da Geórgia. Estudou em Tíflis, São Petersburgo e Moscou, mas ao voltar para casa, decidiu se tornar um pastor para vivenciar a vida do povo local. Mais tarde, trabalhou como jornalista e depois se tornou romancista e dramaturgo. Posteriormente sofreu de insanidade. Após falecer em Tíflis, seu caixão foi conduzido pela Rodovia de Jvari até sua cidade natal, Kazbegi (nome usado quando pelos russos), que também preserva a casa de sua infância como um museu em sua homenagem.
Sua obra mais famosa, o romance O Parricida, é sobre um bandido heróico caucasiano chamado Koba, que, assim como Robin Hood, é um defensor dos pobres. Koba não tem nada além de desprezo pela autoridade, uma tendência para a violência e uma firme crença na vingança. O trabalho de Kazbegi foi uma grande inspiração para Iossif Djugashvili, mais tarde conhecido como Josef Stalin, que usou Koba como um pseudônimo revolucionário.
Em 2019, o Banco Mundial estava apoiando a restauração do Museu Alexander Kazbegi.